# 1-pentanolo
L'1-pentanolo detto anche alcool n-pentilico o alcol n-amilico (da leggere "normal-pentilico" e "normal-amilico") è un alcol di formula CH3(CH2)4OH, uno dei possibili otto isomeri generalmente e indistintamente noti col nome di alcol amilico.
A temperatura ambiente si presenta come un liquido incolore dall'odore caratteristico. È un composto infiammabile, nocivo.
Il gruppo ossidrilico (OH) è il sito attivo di molte reazioni. L'estere formato dall'1-pentanolo e dall'acido butirrico è il pentil butirrato, che sa di albicocca. L'estere formato da 1-pentanolo e acido acetico è l'acetato di amile (chiamato anche pentilacetato), che sa di banana.
Nel 2014 è stato condotto uno studio che confrontava le prestazioni delle miscele di gasolio con varie proporzioni di pentanolo come additivo. Mentre le emissioni gassose aumentavano con concentrazioni più elevate di pentanolo, le emissioni di particolato diminuivano.
Il pentanolo può essere preparato mediante distillazione frazionata di fuselolo. Per ridurre l'uso di combustibili fossili, sono in corso ricerche per sviluppare metodi economici per produrre bio-pentanolo (chimicamente identico) mediante fermentazione.